# La vita accanto
La vita accanto (italià: La vida apart) s una pel·lícula dramàtica italiana del 2024 coescrita i dirigida per Marco Tullio Giordana, protagonitzada per Sonia Bergamasco i Valentina Bellè. La pel·lícula es va estrenar als cinemes italians el 22 d'agost de 2024.

## Trama
Vicenza, 1980. Quan la Maria descobreix que està embarassada, anuncia feliçment el seu embaràs al seu marit Osvaldo. Tot va bé fins que la nena, que anomenaran Rebecca, neix amb una gran taca vermella a la cara.

## Repartiment
- Sonia Bergamasco com Erminia Macola
- Valentina Bellè com a Maria Macola
- Paolo Pierobon com a Osvaldo Macola
- Beatrice Barison com a Rebecca Macola

- Sara Ciocca com a Rebecca Macola als 10 anys
- Viola Basso com a Rebecca Macola als 6 anys

- Michela Cescon com a mare de Lucilla
- Alessandro Bressanello com a sacerdot
- Luigi Diberti com a metge
- Angela Fontana com a policia de l'aeroport

## Producció
La pel·lícula està basada en la novel·la amb el mateix nom de Mariapia Veladiano. Giordana es va implicar en el projecte a través del guionista i productor Marco Bellocchio. La fotografia principal va començar a Vicenza el juliol de 2023.

## Llançament
La pel·lícula es va estrenar fora de competició al 77è Festival Internacional de Cinema de Locarno. Es va estrenar als cinemes italians el 22 d'agost de 2024.

## Recepció
Matthew Joseph Jenner, de International Cinephile Society, va donar a la pel·lícula una puntuació de 3½ sobre 5, assenyalant que "Giordana ha fet una pel·lícula que s'explica bàsicament en tragèdies i melodies, amb una premissa senzilla que toca moltes idees complexes d'una manera increïblement sorprenent. La pel·lícula aconsegueix ser simultàniament a través de l'emoció i l'enfocament més íntim en l'abast. Representacions crues i esfereïdores de les experiències de la protagonista i la seva família mentre naveguen pel camí incert que s'obren davant d'ells. Això crea una representació inusual, però innegablement commovedora, del pas del temps, a més de proporcionar una visió estranyament optimista".
Camillo De Marco, de Cineuropa, va escriure: "L'escriptura de Bellocchio definitivament es pot recollir en alguns dels èmfasis dramàtics de la pel·lícula, en particular l'obsessió per les relacions familiars i les hipocresies de la religió. Però l'adaptació del text de Giordana "ajusta" l'enfocament de la pel·lícula per explorar el cos, la impossibilitat humana, la dèbil pel·lícula, la impossibilitat de la comunicació i la dèbil pel·lícula. és per això que l'elecció i la direcció del repartiment van ser tan crucials".

## Premis
A la XXXIX edició de la Mostra de València va rebre el premi a la millor actriu per Sonia Bergamasco.